# Lutherische Kirche St. Peter und Paul (Jaroslawl)

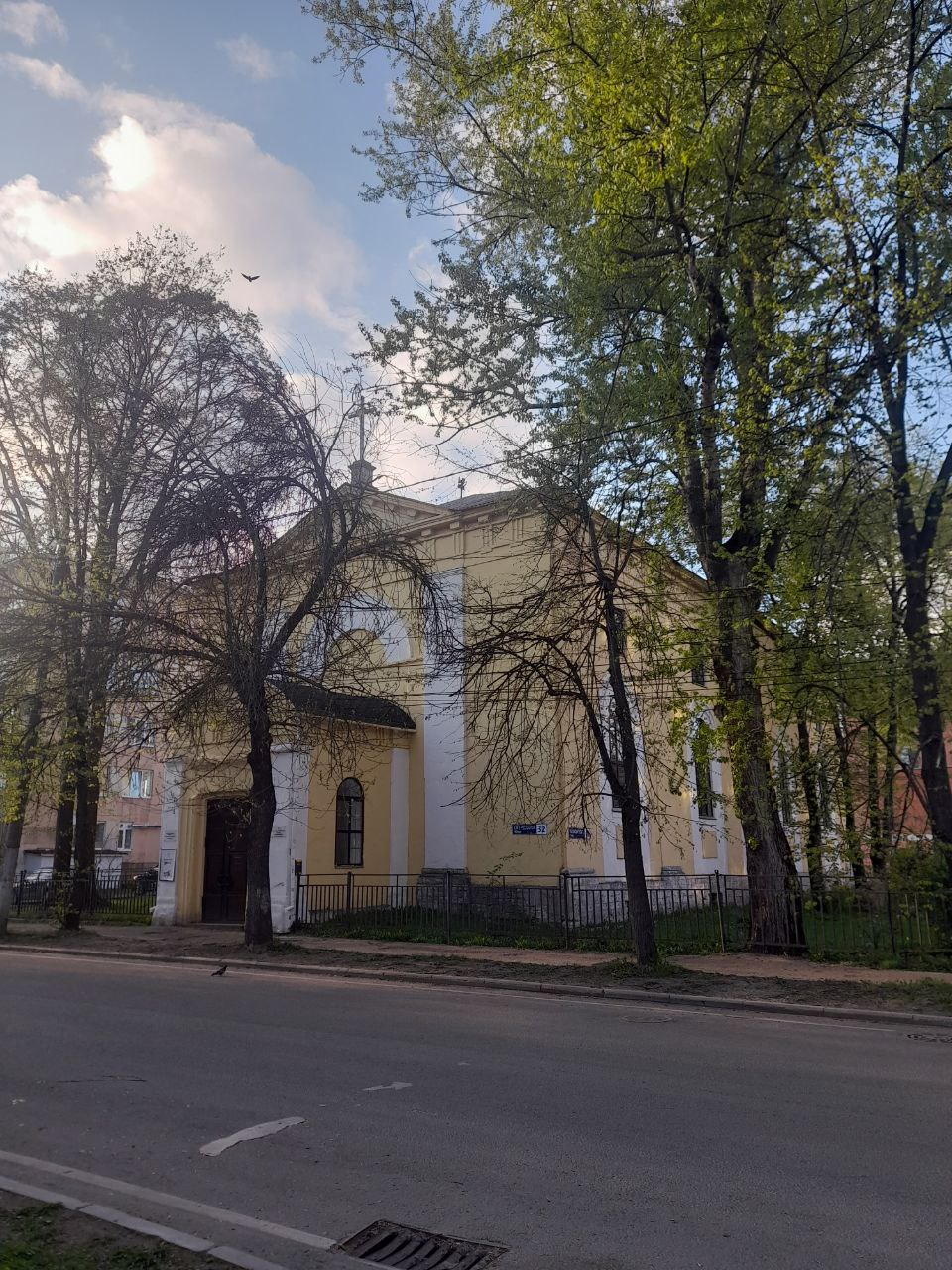
Kirche der Heiligen Peter und Paul

Die Kirche der Heiligen Peter und Paul (russisch Церковь Святых Петра и Павла, auch bekannt als Peter-und-Paul-Kirche) ist eine lutherische Kirche in Jaroslawl, Russland. Sie wurde in den 1840er Jahren an der Ecke der Straßen Uliza Swerdlowa und Uliza Tschaikowskogo erbaut. Sie ist die letzte Arbeit des Architekten Pjotr Pankow (Паньков, Пётр) und wurde als Kulturerbe in Russland ausgewiesen.
Die Gemeinde gehört zur Evangelisch-Lutherischen Kirche Europäisches Russland.

## Geschichte

### Russisches Kaiserreich
Es ist nicht genau bekannt, wann die erste lutherische Kirche in Jaroslawl gebaut wurde, aber nach dem Dreißigjährigen Krieg strömte eine große Zahl protestantischer Soldaten ins zaristische Russland und insbesondere nach Jaroslawl. Sie bauten eine kleine Holzkirche in der Stadt.
Im Jahr 1742 wurde der Herzog des Herzogtums Kurland und Semgallen Ernst Johann von Biron für 19 Jahre nach Jaroslawl verbannt. Mit ihm kam auch sein Hausarzt und zugleich Pfarrer Gove (Gauvet). Nach dem Weggang von Biron im Jahr 1762 blieben die Gläubigen ohne ständige geistliche Betreuung.
Im Jahr 1817 wurde in Jaroslawl eine kleine lutherische Gemeinde gegründet, die jedoch noch keinen offiziellen Status und keinen eigenen Pfarrer hatte. Erst 1832 durften unabhängige Gemeinden in Russland gegründet werden, als Nikolaus I. das „Dekret über den offiziellen Status der Evangelisch-Lutherischen Kirche“ unterzeichnete. Danach begann man, die Gemeinden zu Kirchenkreisen zusammenzuschließen.
Als Nikolaus I. 1840 Jaroslawl besuchte, reichte der Stadtkirchenrat einen Antrag zum Bau einer lutherischen Kirche ein und legte dem Zaren einen Projektplan und einen Kostenvoranschlag vor. Das Ministerkomitee (Комитет министров) genehmigte den Antrag am 22. September 1842. Das Finanzministerium stellte 3428 Rubel für den Bau bereit, zusätzlich zu den Spenden, welche die lutherische Gemeinde der Stadt ab dem Zeitpunkt der Einreichung der Petition gesammelt hatte. Auf Wunsch von Herzog Peter von Oldenburg spendete der Kaiser 12.000 Rubel für den Bau der Kirche.
Ursprünglich war der Bau einer lutherischen Kirche am Boris- und Gleb-Platz geplant, wo zuvor die gleichnamigen orthodoxen Kirchen standen. Dieser Plan stieß jedoch auf Widerstand der Russisch-Orthodoxen Kirche und es wurde beschlossen, den Bau der lutherischen Kirche in die Borissoglebskaja-Straße zu verlegen. Die Grundsteinlegung der Kirche erfolgte im Frühjahr 1845, aber aus Geldmangel verzögerte sich der Bau bis 1849. Im Jahr 1847 erhielt die Kirche eine Glocke. Der erste Gottesdienst fand im Januar 1850 statt.

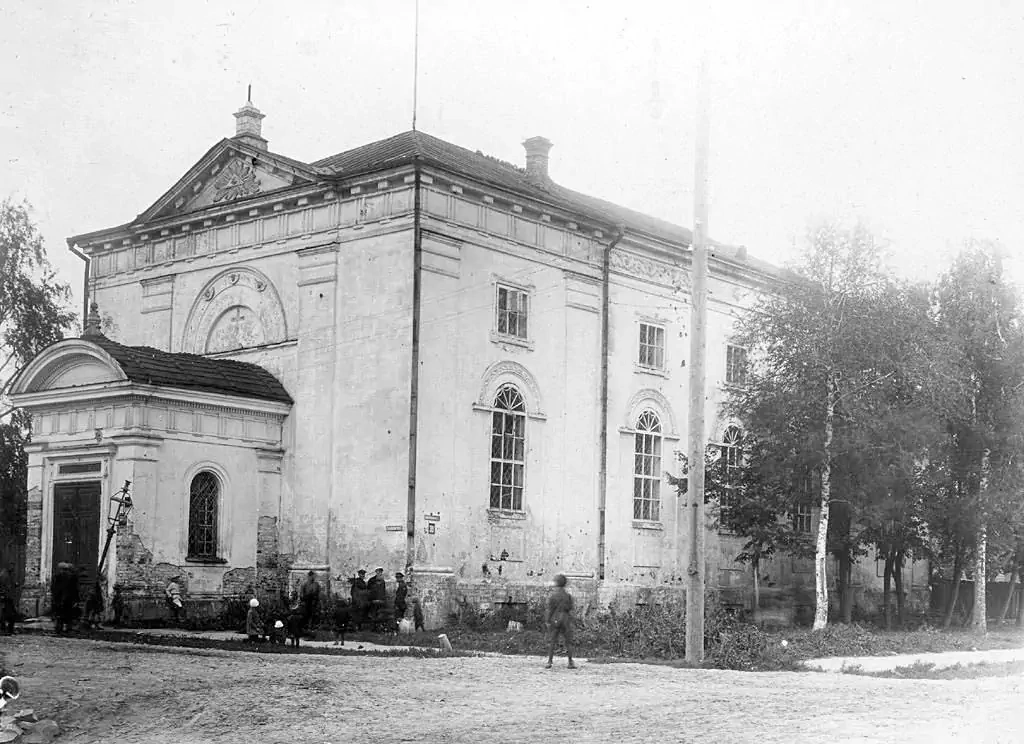
Fotografie aus dem frühen 20. Jahrhundert

Während des Ersten Weltkriegs gab es in Jaroslawl viele Flüchtlinge aus westrussischen Provinzen. Unter ihnen waren viele Litauer, Polen, Letten und Deutsche. Litauer und Polen erhielten Unterstützung von der römisch-katholischen Pfarrei der Kreuzerhöhung (Приход Воздвижения Святого Креста). Die Letten und Deutschen wurden von der örtlichen lutherischen Gemeinde unterstützt.
Während des Krieges halfen viele prominente Mitglieder der lutherischen Gemeinschaft, den Deutschen, die in dieser Zeit Hilfe benötigten. Bei der Umsetzung der Politik der russischen Regierung, Deutsche von der Front und aus Großstädten in die Provinzen zu vertreiben, standen internationale Organisationen (Internationale Rotkreuz- und Rothalbmond-Bewegung, Bureau International Permanent de la Paix) vor der Aufgabe, der deutschen Diaspora in der Region Hilfe zu leisten. Die Provinz Jaroslawl unterstand der Zuständigkeit des US-Generalkonsulats in Moskau. Als Assistenten wurden in der Regel Vertreter der deutschsprachigen Diaspora ausgewählt.
Im Gouvernement Jaroslawl übernahm diese Aufgabe 1914 und 1915 der Pfarrer der Gemeinde, Karl Königsfeld. Ihm wurde Geld überwiesen, das er an die bedürftigen deutschen und österreichischen Untertanen verteilte. Beispielsweise schickte der Generalkonsul „eine Postanweisung in Höhe von 115 Rubel“ für neun deutsche Staatsbürger, die sich auf dem Territorium des Gouvernements Jaroslawl befanden. Das war kein Einzelfall. Im Jahr 1915 verbot die russische Regierung im Zusammenhang mit der Verschärfung der antideutschen Kampagne die Überweisung von Geldern an deutsche Priester. Im Juli 1915 schrieb der amerikanische Konsul an Gouverneur Dmitri Nikolajewitsch Tatischtschew (Татищев, Дмитрий Николаевич): „Pastor Koenigsfeldt kann seine Pflichten nicht erfüllen, und ich appelliere an Eure Exzellenz mit der Bitte, mir mitzuteilen, wen ich in Jaroslawl als Stellvertreter für Pastor Koenigsfeldt finden könnte, um meine Anweisungen zu erfüllen.“ Bald wurde ein achtköpfiges Sonderkomitee gegründet, um der deutschsprachigen Diaspora zu helfen. An ihrer Spitze standen der ehemalige Polizeichef Dolivo-Dobrowolski und Staatsrat Arsenjew, ab 1917 wurde diese Funktion von der Schwedischen Botschaft in Moskau übernommen.
Zur Zeit der Russischen Revolution gab es in Jaroslawl etwa 2000 Mitglieder des Bezirks Jaroslawl-Kostroma-Wologda (laut Statistik von 1905: 1000 Esten, 720 Deutsche, 660 Letten), zu dem die Kirche gehörte.

### Nach 1917
Im Jahr 1922 wurden die meisten Kirchengeräte und sonstigen Besitztümer der Kirche von den Bolschewiki beschlagnahmt. Im Jahr 1934 löste die Sowjetregierung die evangelisch-lutherische Gemeinde Jaroslawls auf und verstaatlichte ihren verbliebenen Besitz.
In den 1930er Jahren wurde das Kirchengebäude umgebaut – es wurden zusätzliche Decken angebracht, um es als dreistöckiges Gebäude zu nutzen. Dadurch gingen die meisten der einzigartigen Wandgemälde und Innendekorationen verloren. Auch die E.F.Walcker-Orgel wurde demontiert und aus dem Kirchengebäude entfernt. Während der Sowjetzeit war das Gebäude Staatseigentum.

### Die Wiederbelebung der Kirche

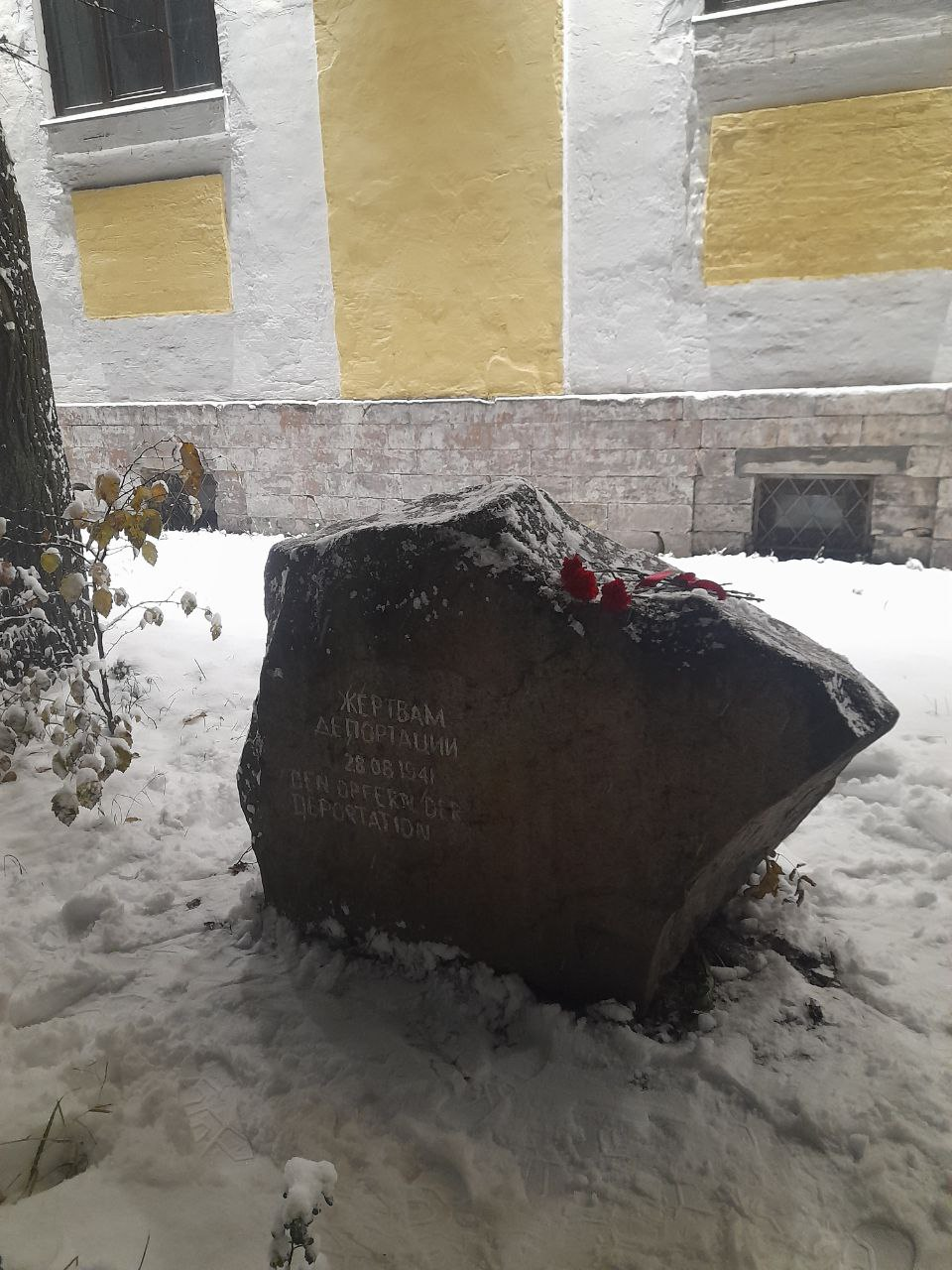
Denkmal für Russlanddeutsche – Opfer der Deportation

Während der Perestroika begannen die Lutheraner, das Gebäude nach und nach wieder unter ihre Kontrolle zu bringen. Dieser Prozess dauerte vom Anfang der 1980er bis zum Anfang der 1990er Jahre. Anfangs befand sich die Gemeinde in einer kleinen Wohnung in dem dreistöckigen Gebäude mit dem Eingang auf der Rückseite des Gebäudes, doch schon bald wurde immer mehr Platz von der Gemeinde eingenommen.
Als offizielle Organisation wurde die lutherische Gemeinde in Jaroslawl 1994 registriert.
Am 16. Mai 1999 erhielt die lutherische Gemeinde von der Stadt Jaroslawl das Kirchengebäude zur Nutzung.

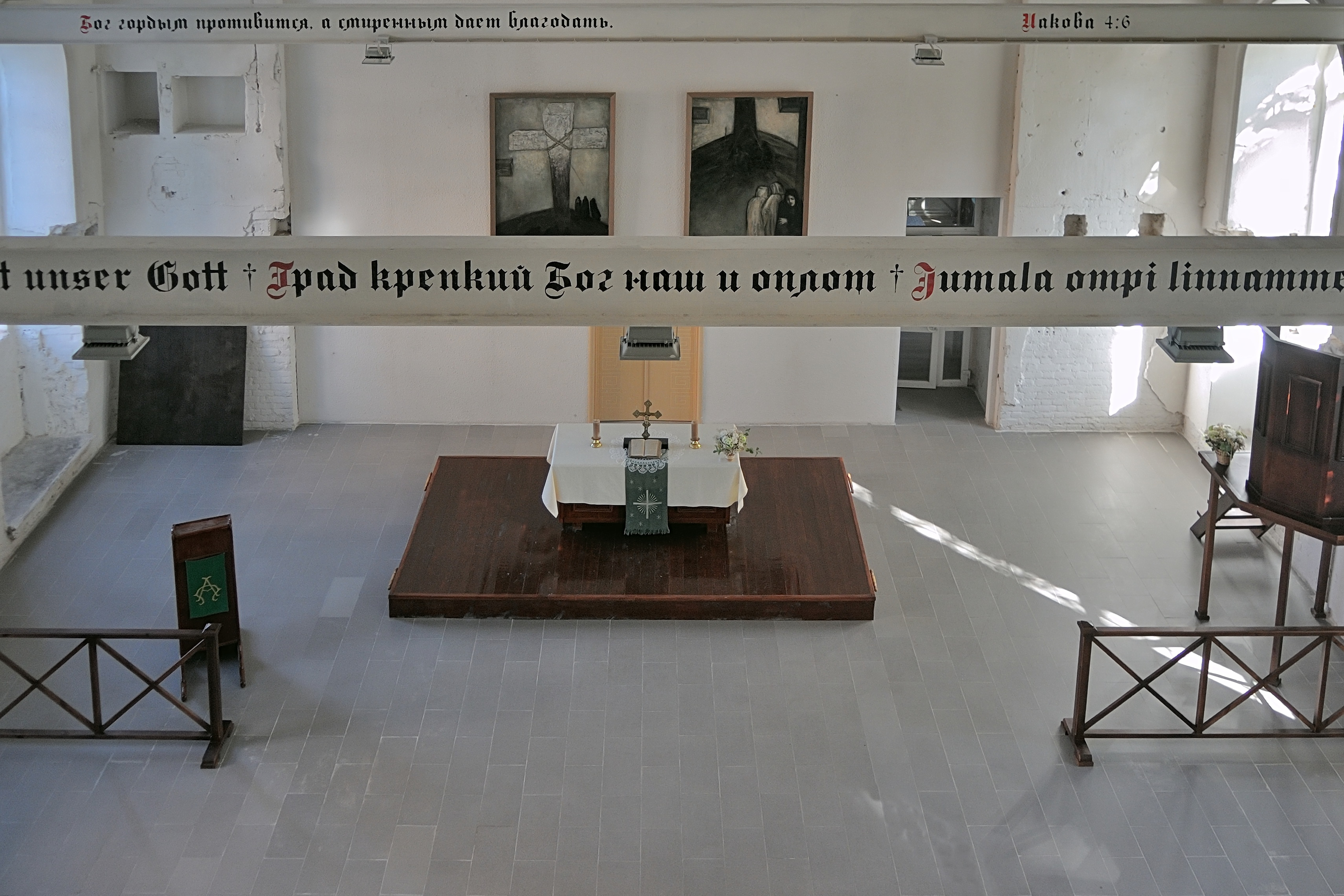
Zitate aus der Heiligen Schrift im Innenraum

Am 2. August 2011 wurde im Innenhof der Kirche ein Denkmal zur Erinnerung an die Deportation der Russlanddeutschen in der UdSSR während des Deutsch-Sowjetischen Krieges errichtet. Auf dem Gedenkstein ist in russischer und deutscher Sprache eingraviert: „Den Opfern der Deportation“, Zur Eröffnung und Weihe des Gedenksteins kamen Lutheraner, Russlanddeutsche, Vertreter der Behörden, orthodoxe und katholische Priester.
Am 15. Dezember 2013 erhielt die Gemeinde nach 90 Jahren einen ständigen Ortspfarrer, Iwan Schirokow. Dietrich Brauer, der Bischof der Evangelisch-Lutherische Kirche Europäisches Russland, ordinierte ihn zum Amt.
In den Jahren von 2013 bis 2015 wurde eine Reihe umfangreicher Ingenieurarbeiten durchgeführt, die die Möglichkeit eröffneten, im Hauptsaal Gottesdienste abzuhalten.

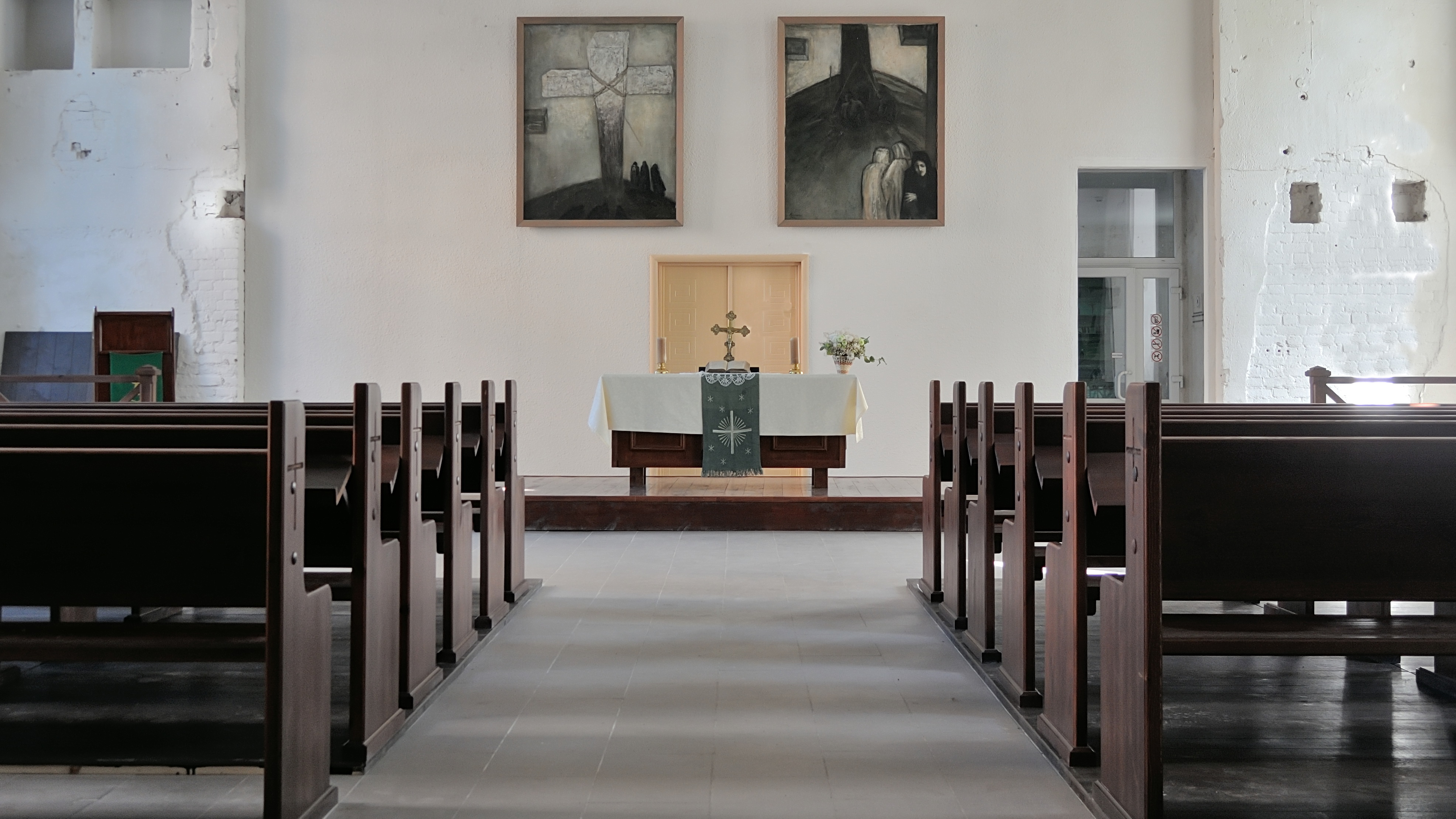
Innenraum der Kirche

Wesentliche Hilfe bei der Restaurierung der Kirche leisteten evangelische Organisationen und Vereine, darunter auch aus Kassel. Eine dieser Organisationen, die Kasseler Gesellschaft zur Förderung der Wiederbelebung des Kirchenbaus der lutherischen Gemeinde Jaroslawl, spendete insgesamt 230.000 Euro. Einer der Gründer dieser Organisation war der Theologe Christian Zippert. Das Gustav-Adolf-Werk gab 3000 Euro. Im Rahmen einer Partnerschaft zwischen den Städten Jaroslawl und Kassel empfing die Kirche über die Evangelische Kirche Kurhessen-Waldeck Pfarrer Martin Schweitzer, der seit ihrer Neugründung 11 Jahre lang, von 1995 bis 2006, an ihrer Restaurierung arbeitete.
Am 25. März 2015 berichtete die lokale Nachrichtensendung Vest, dass ein kommunistischer Abgeordneter aufgrund von Geldmangel im Stadthaushalt den Verkauf der lutherischen Kirche vorgeschlagen habe. Mit dem Verkaufsangebot war auch der Vorwurf verbunden, dass sich die Kirche in einem schlechten Zustand befinde und keine positive Entwicklung in ihr stattfände.
Am 15. März 2018 brachte Pfarrer Agris Pilsums, der in den lutherischen Gemeinden Ilūkste und Subate in Lettland dient, mit dem Auto der Gemeinde in Jaroslawl ein geschriebenes Diptychon „Die neunte Stunde“ („Devītā stunda“) von seiner Frau, der Künstlerin Daiga Pilsume. Das Diptychon wurde zum Altarretabel in der Kirche. Die Gemälde zeigen Geschichten über die Passion Christi.
Die lutherische Gemeinschaft erlangte die Kirche schließlich erst am 19. Dezember 2018 zurück, nachdem eine Entscheidung auf einer Versammlung der Gemeinde Jaroslawl getroffen worden war.
Im Jahr 2023 beschlossen die Stadtbehörden, 58 architektonische Objekte, darunter die Kirche, hervorzuheben. Am 25. Juli 2023 wurde das Gebäude beleuchtet.

## Kultur

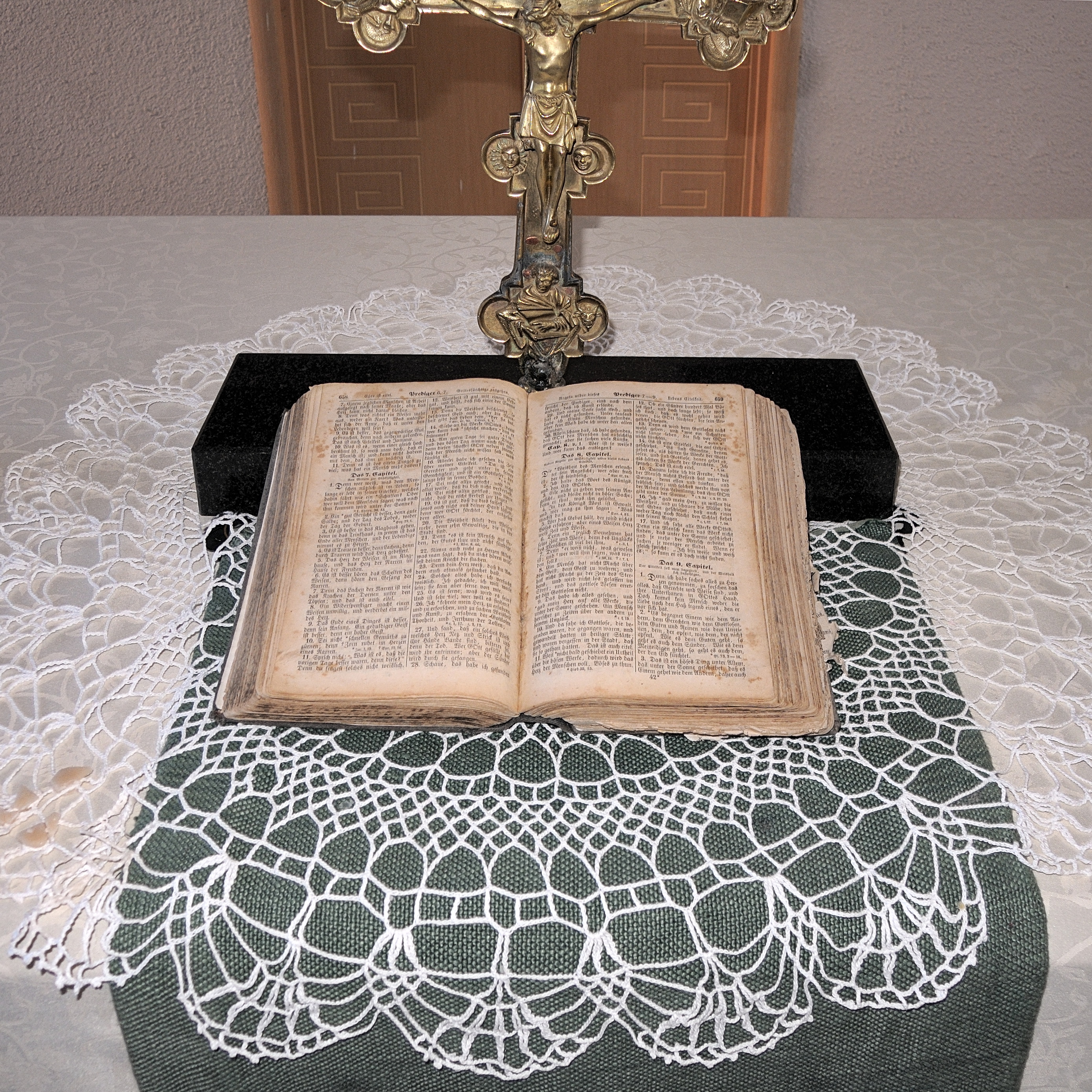
Bibel in deutscher Sprache im Innenraum

Die Kirche ist ein wichtiger kultureller Raum für die deutsche Gemeinde der Stadt, des Oblast Jaroslawl und der angrenzenden Regionen.
Es besteht eine Zusammenarbeit mit der lutherischen Gemeinde aus Kostroma. Dies ist wichtig, da es in der Stadt keine Kirche, sondern nur eine Kapelle gibt. Konzerte veranstaltet das Gesangs und Tanzensemble „Wandervogel“ des Kostromaer Vereins der Deutschen, das traditionelle deutsche Lieder und Tänze aufführt. Auch die örtliche Deutsche Autonome Gesellschaft Jaroslawl kooperiert mit der Kirche und veranstaltet verschiedene Veranstaltungen, darunter Konzerte.

## Architektur
Der Bau der Kirche ist ein Beispiel einer lutherischen Kirche des 19. Jahrhunderts im Stil des Klassizismus. Nach der Restaurierung fasst der Hauptsaals etwa 150 Personen.

## Orgel

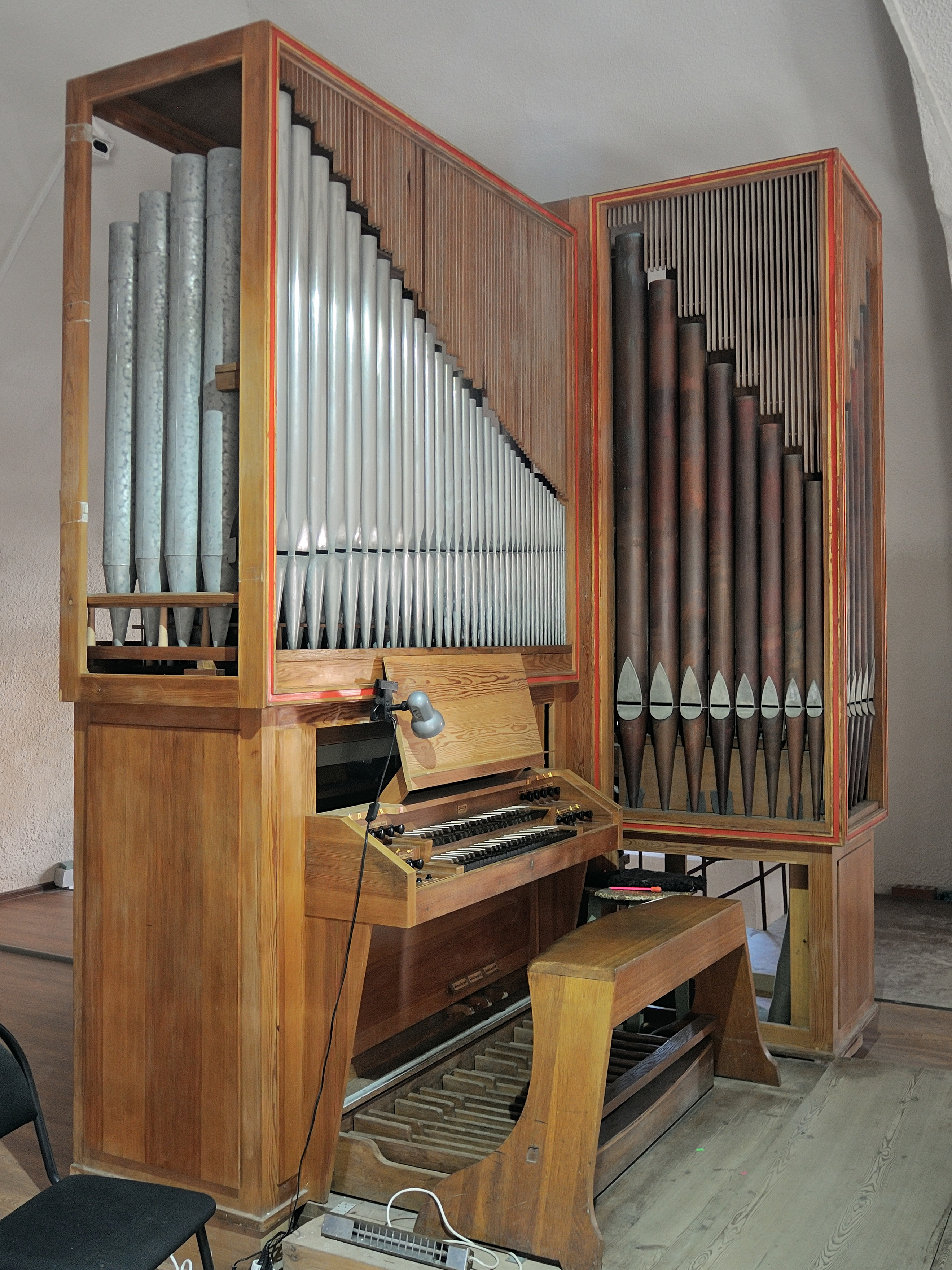
Die Orgel der Kirche

Im Jahr 2001 schenkte die Emmauskirche aus Kassel-Brasselsberg der lutherischen Gemeinde Jaroslawl eine Orgel. Aufgrund des baufälligen Zustands des Gebäudes war es jedoch nicht möglich, das Instrument darin zu installieren. Voraussetzung für den Erwerb der Orgel war die anschließend durchgeführte Restaurierung der Kirche. Im Juli 2015 wurde die Orgel in der Kirche installiert. Sie wurde 1958 von Paul-Ott Göttingen hergestellt. Die Orgel verfügt über 16 Register und 1060 Pfeifen. Am 4. Oktober 2015 wurde sie feierlich geweiht.
Der Bau der Orgel erfolgte in der Nachkriegszeit und die Orgelbauer konnten nicht immer über die für den Bau notwendigen Materialien verfügen. Windlad-Ventile sind mit synthetischen Materialien und nicht, wie vorgeschrieben, mit Naturleder bezogen. Registerschieber – Schlaufen – bestehen aus Pappe.
Die Orgel verfügt über 16 Register und mechanische Spiel- und Registerzüge.

## Persönlichkeiten

### Pfarrer
- 1863–1872: Oskar Fromhold Mirsalis (27. Februar 1838, Dorpat – 29. April 1890, Riga). Er wurde am 16. Juni 1863 zum Dienst in der Gemeinde geweiht. In Jaroslawl lebte er in einer Dienstwohnung, zu deren Unterhalt gehörte eine Sonderkasse im Wert von 400 Rubel. Von 1863 bis 1873 war er neben seinem Gemeindedienst auch Garnisonsprediger, nach 1873 setzte er seinen Dienst in Smolensk fort.[5]
- 1872–1890: Israel-Bek Dolukhanyants (8. Dezember 1840 –?) – Während seines Dienstes in der Gemeinde wurde das Pfarrhaus gebaut (1875–1876), das nicht mehr erhalten ist. Es befand sich neben der Kirche in der heutigen Tschaikowsky Straße (Улица Чайковского) auf dem Gelände der regionalen Zahnklinik.[5]
- 1888–1923: Leonard Karl Gottfried Königsfeld (2. März 1862, Dorpat – 1. Dezember 1945, Potsdam). Er studierte Theologie in Universität Tartu und war Assistent des Oberpastors der Kathedrale St. Peter und Paul in Moskau. Er war Lehrer beim Kadettenkorps Jaroslawl (Ярославский кадетский корпус). Bis 1923 war er Pfarrer im Kirchenbezirk Jaroslawl-Kostroma-Wologda, 1923 emigrierte er in die Weimarer Republik.[5]
- 1994–2005: Martin Schweitzer (? – 31. Mai 2008, Kassel). Er wurde nach der Wiedereröffnung der erste Pfarrer der Kirche.
- 2013–2023: Iwan Wjatscheslawowitsch Schirokow. Er schloss sein Studium an der Staatlichen Pädagogischen Universität Wolgograd mit einem Abschluss als Biologie- und Chemielehrer ab und trat im selben Jahr in das Theologische Seminar der Evangelisch-Lutherischen Kirche in Nowosaratowka (Oblast Leningrad) ein, das er 2012 erfolgreich abschloss und von wo er an die lutherische Kirche in Jaroslawl entsandt wurde.[3]

### Organisten
- 2015–2018: Sergei Konowalow, der erste Organist in der Kirche nach der Installation einer neuen Orgel. Absolvent des Staatlichen Konservatoriums Nischni Nowgorod. Er war davor Organist in Kassel.[25][3]
- seit 2018: Swetlana Razrjadowa, Absolventin des Kasaner Staatlichen Konservatoriums N. G. Schiganow  in der Klasse von Professor Rubin Kabirowitsch Abdullin, vor ihrem Dienst in Jaroslawl war sie Organistin der Lutherischen Kirche in Kasan.[3][26] Sie ist auch Teilzeitpredigerin der Gemeinde.[27]

## Galerie

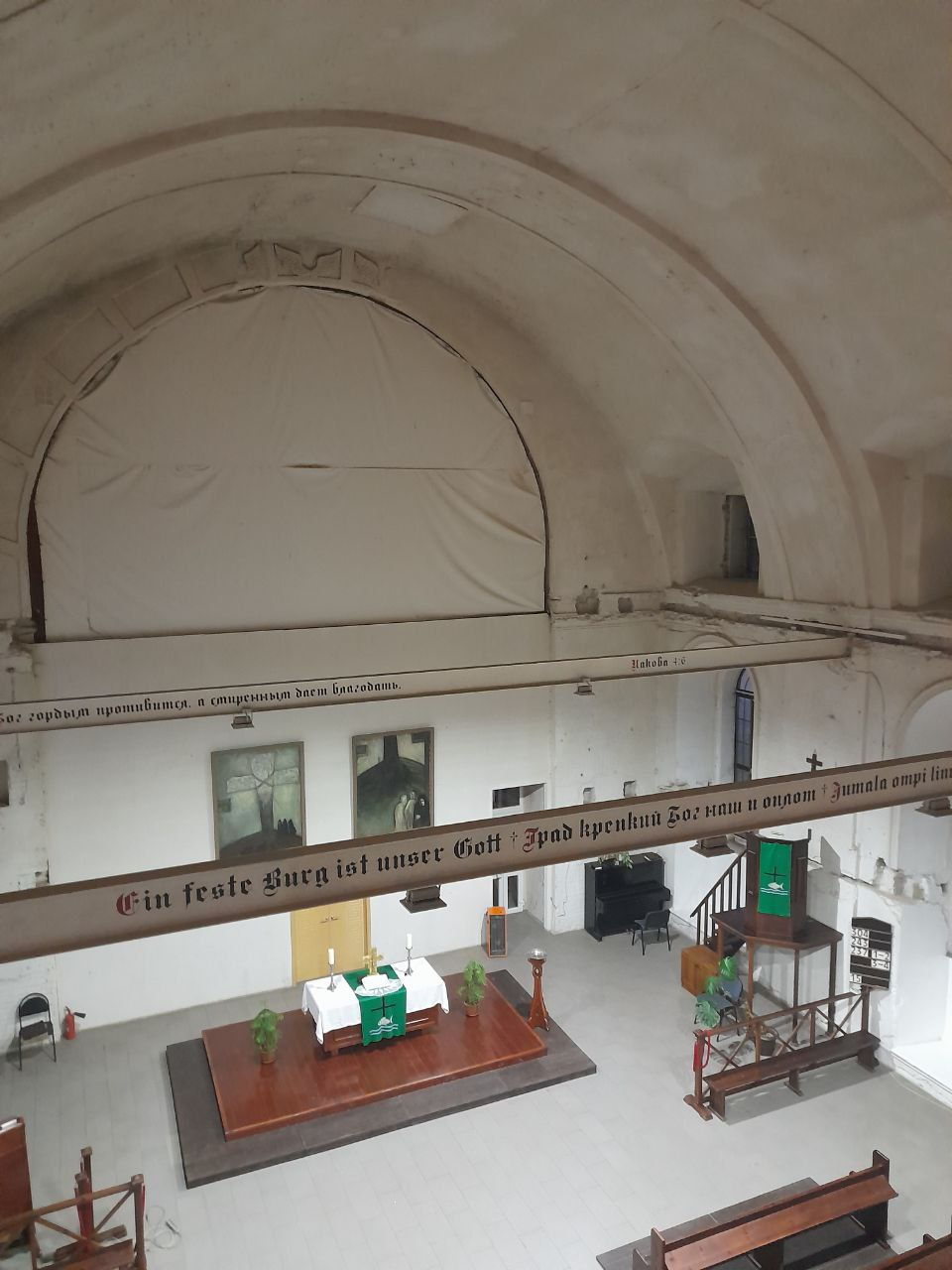
Blick in den Saal der Kirche aus dem zweiten Stock
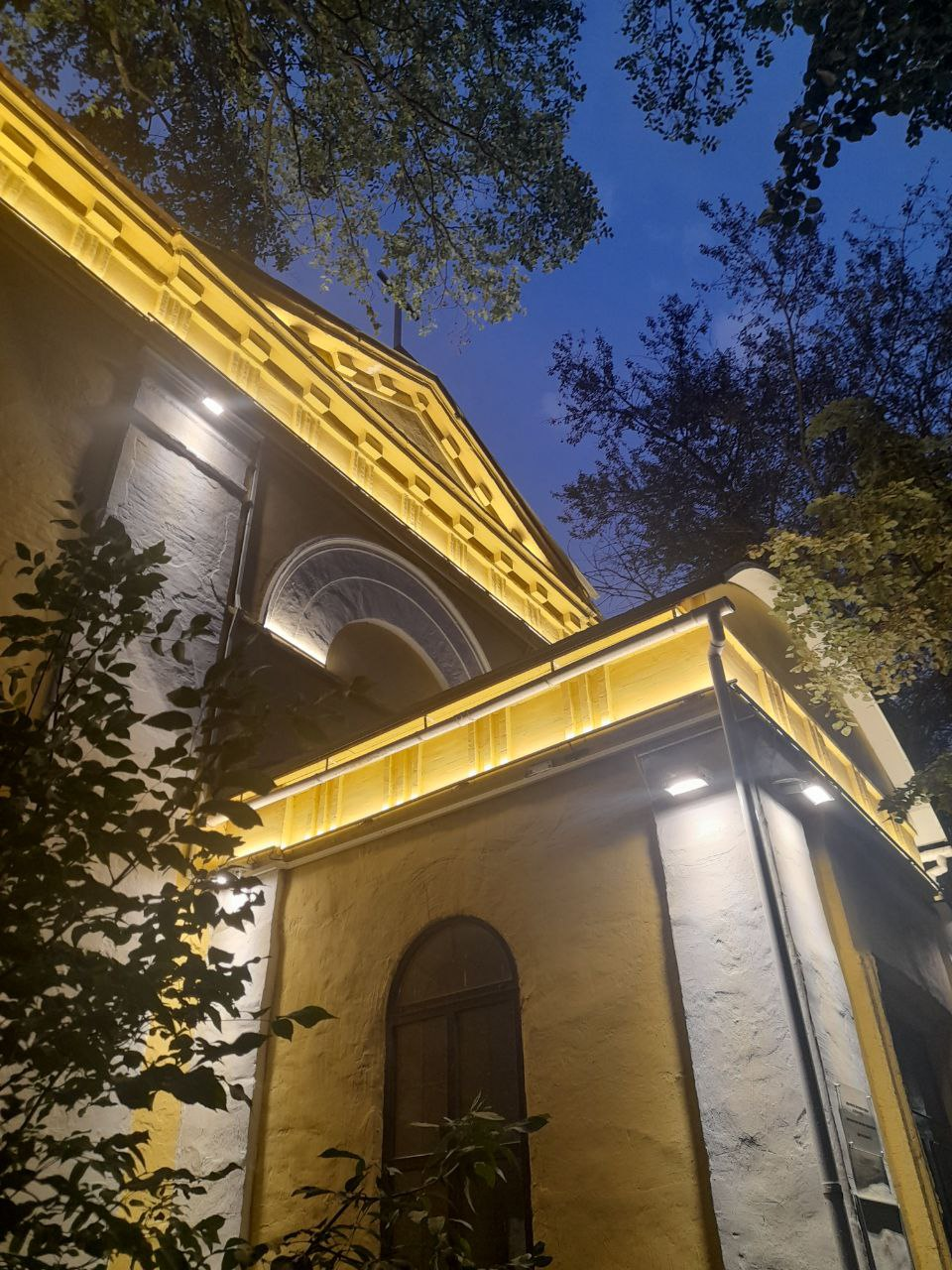
Kirche am Abend